# VJ WADAKEN
VJ WADAKEN (ヴイジェイ ワダケン)は日本の男性VJ、アーティスト。

## 概要
東京を拠点に世界中で活動。
Studio Apartmentや、DAISHI DANCEらと数多くのイベントに参加。
Studio Apartmentの森田昌典、DAIHI DANCEと共に「MUSeUM」というレギュラーイベントを行っている。
2008年　新たな試みとして映像も含めたDJ活動を『The DJ Formerly Known as VJ WADAKEN』名義で始動。

## 関連のあるアーティスト
- Studio Apartment
- DAISHI DANCE
- COLDFEET
- 田中知之（FANTASTIC PLASTIC MACHINE）